# Philolaus (cratère)
Philolaus est un cratère lunaire situé sur la face visible de la Lune. Il se trouve à l'est du cratère Anaximenes et à l'ouest du cratère Anaxagoras. Le  contour du cratère Philolaus est assez bien conservé depuis son origine. Le sol intérieur est irrégulier avec des zones rugueuses au centre et au nord-est. Il n'y a pas de pic central unique, mais plutôt une paire de pics légèrement décalée du centre en allant vers le sud et l'est. Il y a aussi une paire de petites crêtes décalée du centre vers le nord-ouest. La partie la plus plate du plancher intérieur est située dans le nord-est intérieur du cratère. Le sol n'est pas fortement marquée par les impacts ultérieurs. 
En 1935, l'Union astronomique internationale a donné le nom de l'astronome et mathématicien grec Philolaos de Crotone à ce cratère lunaire.

## Cratères satellites

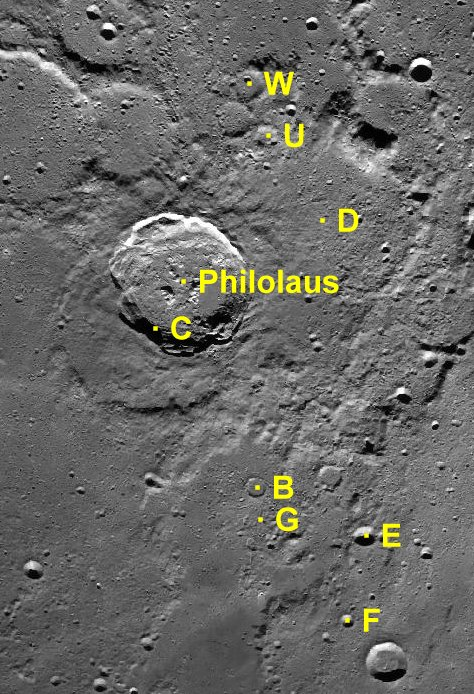
Carte des cratères satellites de Philolaus.

Par convention, les cratères satellites sont identifiés sur les cartes lunaires en plaçant la lettre sur le côté du point central du cratère qui est le plus proche de Philolaus.
| Philolaus | Latitude | Longitude | Diamètre |
| --------- | -------- | --------- | -------- |
| B         | 69.6° N  | 24.3° W   | 11 km    |
| C         | 71.1° N  | 32.7° W   | 95 km    |
| D         | 73.9° N  | 27.8° W   | 91 km    |
| E         | 69.6° N  | 18.7° W   | 12 km    |
| F         | 68.1° N  | 18.3° W   | 8 km     |
| G         | 69.0° N  | 23.6° W   | 95 km    |
| U         | 75.0° N  | 33.0° W   | 13 km    |
| W         | 75.6° N  | 35.9° W   | 17 km    |